# Franco Caroni
Franco Caroni (Siena, 16 luglio 1949 – Follonica, 3 gennaio 2024) è stato un musicista e direttore artistico italiano, fondatore dell'accademia Siena Jazz.

## Biografia
Bassista in vari gruppi rock, ottenne alcuni riconoscimenti anche a livello nazionale, ad esempio, con il complesso "Livello 7" col quale ricevette il premio "Gruppo rivelazione italiano Città del Lazio 1974" e nello stesso anno prese parte ad una manifestazione a Campione d'Italia e ad altri festival nazionali. Un paio d'anni dopo si avvicinò alla musica jazz e nel 1977 fondò l'Associazione Siena Jazz. Uno dei fondatori, Luigi Campoccia, ricorda che: "Chiedemmo agli amici del Perigeo di venire a tenere il corso e Franco D'Andrea, Bruno Biriaco e Claudio Fasoli, oltre a Bruno Tommaso, accettarono e rimasero anche per gli anni a venire come docenti per i futuri allievi".
In quegli anni il jazz in Italia stava rinascendo, anche grazie a Giorgio Gaslini, ma si trattava ancora di sporadiche manifestazioni. Caroni ideò dei seminari, dapprima sia estivi che invernali, in seguito solo estivi, in cui si iniziasse ad insegnare i vari settori del genere, così oltre ai primi quattro docenti prima menzionati, arrivarono all'inizio Tomaso Lama,  Enrico Rava, Enrico Pieranunzi, Giancarlo Schiaffini, Gianluigi Trovesi, Amedeo Tommasi, Riccardo Zegna, Roberto Gatto, Ettore Fioravanti e Giancarlo Gazzani. Nella scuola non si impartivano solo lezioni pratiche ma anche di musicologia e il docente nei primi anni Ottanta fu Marcello Piras. Da quei primi seminari del 1978, cui si iscrisse un buon numero di studenti, si iniziò a parlare di "modello senese" per ciò che riguardava la formazione. Negli anni Ottanta i corsi si aprirono anche alla musicologia e oltre a Marcello Piras e a Stefano Zenni, arrivarono musicisti che non avevano una formazione tipicamente jazzistica come ad esempio Antonio Caggiano, docente all'Accademia Musicale Chigiana.
Nel 1989, a seguito della donazione dei libri e dei dischi della famiglia del critico Arrigo Polillo, nacque il Centro Nazionale di Studi sul Jazz "Arrigo Polillo", la più importante raccolta specializzata italiana ed una delle più importanti in Europa per la consultazione, formazione e ricerca. In questi anni furono poste le solide basi per l'istituzione dei corsi stabili di Siena Jazz che affiancassero i già consolidati seminari, in particolare l'assegnazione in via definitiva da parte del Comune della Fortezza Medicea e il riconoscimento di struttura AFAM Alta formazione artistica, musicale e coreutica nel 2011 da parte del Ministero dell'Istruzione, con la conseguente equiparazione di Siena Jazz ad un conservatorio musicale.
Siena Jazz partecipò nel 1989 a L'Aia, alla fondazione della I.A.S.J. – International Association of Schools of Jazz, una associazione che raccolse circa Cinquanta tra le più qualificate istituzioni musicali di alta formazione jazzistica del mondo. A Siena Jazz venne affidato il compito di organizzare i Meeting I.A.S.J nel 1992, 1997, 2007 e 2017.
Nel 2016 venne nominato nel Comitato Scientifico dell’Associazione I-Jazz, l’associazione nazionale dei Festival di musica jazz.

## Riconoscimenti
Nel 2009 ricevette il "Mangia d'oro", la massima onorificenza della città di Siena, su proposta della Contrada della Tartuca, con la motivazione: "Per aver costituito una delle più consolidate istituzioni internazionali nel campo della musica jazz".